# 점프 (드라마)
점프(Jump)는 EBS의 어린이 역사드라마 작품이다.

## 출연진

### 시즌 1
- 이애정
- 김현권
- 김예령

### 시즌 2
- 김관우
- 여민주
- 김승민
- 김지혜
- 손호준
- 김예령

## 수상 경력
- 제2회 서울 드라마 어워즈 우수 어린이 청소년 작품상